# Sectator ocyurus
Sectator ocyurus är en fiskart som först beskrevs av Jordan och Gilbert 1882.  Sectator ocyurus ingår i släktet Sectator och familjen Kyphosidae. Inga underarter finns listade i Catalogue of Life.